# Dimorphanthera ovatifolia
Dimorphanthera ovatifolia är en ljungväxtart som beskrevs av Herman Otto Sleumer. Dimorphanthera ovatifolia ingår i släktet Dimorphanthera och familjen ljungväxter. Inga underarter finns listade i Catalogue of Life.